# Sima Ferenc (nyelvész)
Sima Ferenc (Alsócsitár, 1917. március 28. – Pozsony, 2005. április 24.) nyelvész, egyetemi oktató.

## Élete
1935-ben érettségizett Pozsonyban, majd 1944-ben a Comenius Egyetemen szlovák–magyar szakos tanári oklevelet szerzett. Ezt követően néhány évig a Pravda kiadónál dolgozott. 1953–1983 között az egyetem Magyar Nyelv és Irodalom Tanszékének adjunktusa, majd docense lett. 1976–1979 között Finnországban volt vendégtanár.
Szakterülete a fonetika, a fonológia, valamint a magyar és a finnugor nyelvtörténet voltak. Chrenka Edittel és Kazimír Máriával zsebszótárt állított össze. Ág Tiborral pótolta Ortutay Gyula elveszett 1956-os gyűjtéseit és kiadott egy felvidéki magyar népballadakötetet is.

## Művei
- 1971 Magyar nyelvtörténet I.
- 1979 Vétessék ki szóló szívem.
- 1992/2006 Magyar–szlovák szlovák–magyar iskolai szótár.
- 2020 Nyitragerencséri tájszótár – Sima Ferenc tájszóhagyatéka alapján. (Sándor Anna – Tóth Katalin)